# Hendrik Vos (politicus)
Hendrik Vos (Assen, 1 februari 1802 - aldaar, 25 augustus 1864 was een Nederlands jurist, ontginner, wethouder van de stad Assen en buitengewoon lid van de Tweede Kamer.

## Leven en werk
Vos werd op 20 september 1819 als student ingeschreven te Groningen, waar hij op 16 juni 1825 promoveerde in de rechten op een dissertatie De judictis Drenthinorum antiquis (Over het oude Drentse recht). Hij was advocaat en procureur te Assen, tot hij in 1842 werd aangesteld als rijksadvocaat in de provincie Drenthe. Daarnaast fungeerde hij als plaatsvervangend kantonrechter te Assen.

## Politieke loopbaan
Van 1832 tot aan zijn overlijden in 1864 was hij lid van de gemeenteraad van Assen. In 1849 werd hij wethouder van zijn woonplaats. Hij bleef dit tot 31 oktober 1857, toen hij als wethouder bedankte in verband met de benoeming van zijn oudste zoon tot gemeentesecretaris van Assen. In 1860 werd hij evenwel weer tot wethouder gekozen en hij functioneerde vervolgens als zodanig tot aan zijn dood.
In 1840 en 1848 werd — overeenkomstig de bepaling dat een grondwetsherziening in tweede instantie door een dubbele Tweede Kamer moest worden beoordeeld — een buitengewoon lid door de Staten van Drenthe aangewezen. Beide keren was dit mr. Hendrik Vos. Normaal vaardigde Drenthe tot 1848 één vertegenwoordiger naar de Tweede Kamer der Staten-Generaal af, aan te wijzen door de Staten van de provincie. In 1852 werd hij als lid van Provinciale Staten van Drenthe gekozen.

## Nevenfuncties
Zowel in het openbare en maatschappelijke leven als ook op kerkelijk gebied vervulde Vos diverse functies. In 1827 werd hij tot lid en tevens secretaris benoemd van het Collegie van Regenten over het Huis van Arrest en Justitie te Assen. Deze post bekleedde hij tot aan zijn overlijden. Verder maakte hij deel uit van de Raad van Toezigt en Discipline voor de Advocaten en van de Kantonnale Subcommissie der Maatschappij van Weldadigheid te Assen. Hij was ouderling van de Hervormde kerk in zijn woonplaats en lid van het provinciaal kerkbestuur. Voorts maakte Vos zich verdienstelijk voor de ontwikkeling van zijn provincie. Vanaf de oprichting van de Drentsche Veen- en Middenkanaalmaatschappij in 1853 tot aan zijn overlijden was hij commissaris van deze maatschappij (de Veen- en Middenkanaalmaatschappij liet tussen 1853 en 1858 het Oranjekanaal graven). Ook maakte hij deel uit van het bestuur van het veenschap Odoorn, waarvan de oprichting — in 1858 — samenhing met de aanleg van het Oranjekanaal. Verder was hij een van de ontwerpers van een plan voor een kanaal van Assen naar Groningen. Uit dit plan vloeide de Noord-Willemskanaal-Maatschappij voort, waarvan Vos een van de commissarissen werd. Het Noord-Willemskanaal kwam in 1862 gereed. 

## Privéleven
Vos werd geboren als oudste zoon van Gerrit Vos en Lamberta Gerharda Kniphorst. Hij stamde uit een familie, waarvan de leden voordien al menig gewichtig ambt in Drenthe hadden bekleed.Hendrik Vos huwde te Groningen op 9 november 1826 met Helena Bulthuis, geboren 1 april 1800 te Groningen, overleden 24 augustus 1873 te Assen. Het echtpaar had twee zoons en vier dochters. Mevrouw Vos-Bulthuis was presidente van de in 1853 opgerichte vereniging ‘Dorcas’ te Assen, een vereniging voor humanitaire hulpverlening (armenzorg). Hendrik Vos overleed in zijn geboorteplaats op 25 augustus 1864.